# Fresnois-la-Montagne
Fresnois-la-Montagne is een gemeente in het Franse departement Meurthe-et-Moselle (regio Grand Est) en telt 380 inwoners (1999).
De gemeente maakt deel uit van het arrondissement Briey en sinds begin 2015 van het kanton Mont-Saint-Martin. Daarvoor hoorde het bij het kanton Longuyon in hetzelfde arrondissement.

## Geografie
De oppervlakte van Fresnois-la-Montagne bedraagt 8,7 km², de bevolkingsdichtheid is 43,7 inwoners per km².
De onderstaande kaart toont de ligging van Fresnois-la-Montagne met de belangrijkste infrastructuur en aangrenzende gemeenten.

## Demografie
Onderstaande figuur toont het verloop van het inwonertal (bron: INSEE-tellingen).